# Gabrovo
Gabrovo (Габрово) város Bulgáriában, Gabrovo megye és a Gabrovói kistérség székhelye. 2003-ban 64 686 lakosa volt. Hagyományos textiliparáról híres, a 19. században a bolgár kulturális újjászületés egyik központja volt. Napjainkban a minden páratlan év májusában megrendezett országos komédia- és szatírafesztivál teszi ismertté a város nevét.

## Elhelyezkedése
Gabrovo a Balkán-hegység északi előterében fekszik, a Jantra és néhány mellékfolyójának (Zsăltes, Panicsarka, Szinkjovica) völgyében, az ország földrajzi középpontja (Uzana) közelében. Közepes tengerszint feletti magassága 329 m, az ország egyik leghosszabban elnyúló települése (9 km hosszan terül el a Jantra-völgyben).

## Népessége
Gabrovónak 1956-ban 38 ezer lakosa volt, 1981-ig folyamatosan nőtt a lélekszáma, ekkor 81,6 ezren éltek itt. Azóta lakossága csökken, 1992-ben 76,5 ezer; 2003-ban már csak 64,7 ezer lakosa volt.

## Története
A mai város helyén fontos kereskedelmi út vezetett a középkorban a Dunától a Sipka-szoros felé. Maga a település a 14. században jött létre, a hagyomány szerint Racso Kovacs alapította, akinek a műhelyénél álló gyertyánfáról kapta a nevét. Hamarosan fontos vásárközpont lett, a Jantra vízienergiájára sokoldalú textilipar települt, a 18. századra már az egész Oszmán Birodalomban híres lett kézműiparáról, 1870-ben már 800 vízimalom működött itt. 1860-ban kapott városi jogokat. 1825-ben kolostori elemi iskolát alapítottak, majd 1835-ben megnyílt az első bolgár világi középiskola, melynek mecénásai gabrovói üzletemberek voltak. A 20. században az ipari fejlődés tőkés alapokon folytatódott, a "bolgár Manchester" néven is emlegették. 1947-ben az üzemeket államosították, majd a textil- és bőripar mellett új gyárakat is létesítettek (szerszámgépgyár, műanyaggyár, cipőgyár, villanytargonca gyár).

## Látnivalók
- Az iskolaalapító Vaszil Aprilov szobra és sírja
- Baev-híd a Jantra folyón (1855)
- Racso kovács emlékműve
- Szv. Bogorodica- (Szűz Mária) templom (1865)
- Óratorony (1835)

A gabrovóiak fukarságáról számos vicc szól, nagyjából olyan stílusban, mint a skót viccek. Napjainkban a Nemzetközi Humor- és Szatíra Biennálé a város egyik kiemelkedő, évről évre megrendezett, nemzetközi rangú eseménye.

## Testvérvárosok
- Aalst, Belgium
- Aberdeen, Skócia
- Mittweida, Szászország, Németország
- Mahiljov, Fehéroroszország
- Thun, Bern kanton, Svájc